# Sajóvámos
Sajóvámos es un pueblo ubicado en Borsod-Abaúj-Zemplén, condado de Miskolc, en el nordeste de Hungría.

## Historia
Las primeras referencias históricas se remontan a 1219, cuando aparece registrado como "Vamus" y propiedad de la familia Bebek del clan Ákos, quien construyó una finca y un castillo.
En 1320 los Bebek dividieron la hacienda, que se mantuvo bajo su control hasta fines del siglo XV cuando bajo el reinado de Vladislao II de Bohemia y Hungría pasó al control de familiares de Esteban Szapolyai.
En el siglo XVI pasó a ser controlada por Mágócsy Gáspár, quien tuvo un destacado papel en la difusión de la Reforma.
En 1599 tras la victoria turca en batalla en las afueras de Kosice, Sajóvámos fue devastada.
Recuperada, continuó siendo hasta el presente una pequeña población dedicada fundamentalmente a actividades agrícolas.

## Población
La población en 2011 es de 2 213 habitantes.
En 1999 era de 2 195 y alcanzó su máximo en 2004 con 2 303 habitantes.
El 99% de la población es de origen magiar y el 1% restante gitano.

### Estructura de edad
Datos de 2011:
- 0-14 años: 414 hab = 18.7 %
- 15-60 años: 1487 hab = 67.2 %
- 60 años y más: 312 hab = 14.1 %

### Tendencias de la población
2011: 2 213  14
2010: 2 227  20
2009: 2 247  9
2008: 2 256  23
2007: 2 279  13
2006: 2 266  28
2005: 2 294  9
2004: 2 303  53
2003: 2 250  7
2002: 2 243  3
2001: 2 246  48
2000: 2 198  3
1999: 2 195  30
1998: 2 225  16
1997: 2 241  15
1996: 2 226  6
1995: 2 232  36
1994: 2 196  3
1993: 2 199  8
1992: 2 207  23
1991: 2 184  6
1930 1 811 

## Localización
El pueblo está situado en una zona relativamente plana, rodeada de varios arroyos pequeños, entre ellos el Sajo Hosszúvölgy.

### Los pueblos vecinos

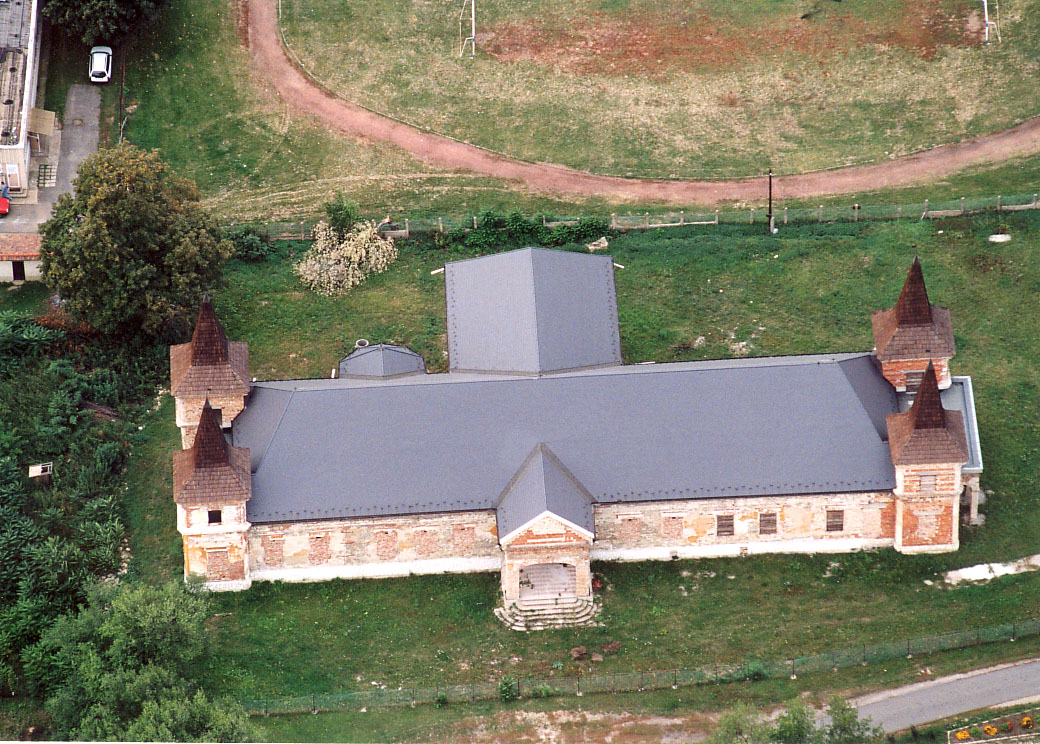
Szirmabesenyő

- Sajósenye (2 km),
- Sajópálfala (3 km),
- Szirmabesenyő (5 km).

### Ciudades cercanas

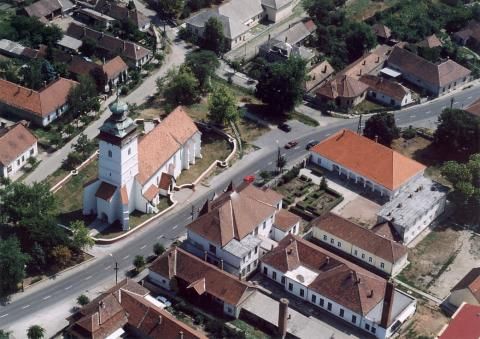
Sajószentpéter

- Felsőzsolca (10 km),
- Sajóbábony (12 km),
- Edelény (14 km),
- Alsózsolca (15 km),
- Sajószentpéter (15 km),
- Szikszó (19 km).

## Distancia del pueblo a algunas grandes ciudades
- Miskolc (9 km),
- Eger (85 km),
- Nyíregyháza (90 km),
- Salgótarján (112 km),
- Debrecen (119 km),
- Szolnok (154 km),
- Budapest (188 km),
- Békéscsaba (252 km),
- Tatabánya (253 km),
- Székesfehérvár (255 km),
- Kecskemét (268 km),
- Veszprém (311 km),
- Győr (313 km),
- Szekszárd (335 km),
- Szeged (351 km),
- Kaposvár (375 km),
- Zalaegerszeg (417 km)
- Pécs (418 km),
- Szombathely (418 km).

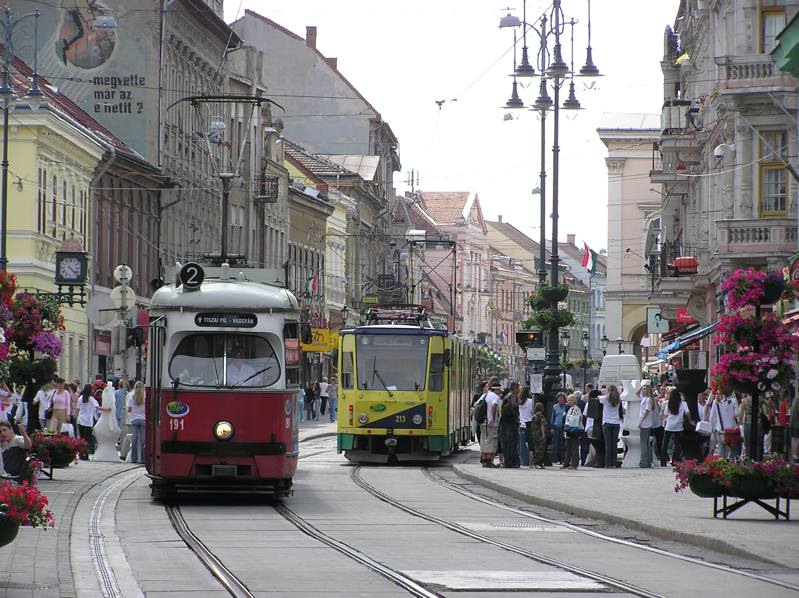
Miskolc

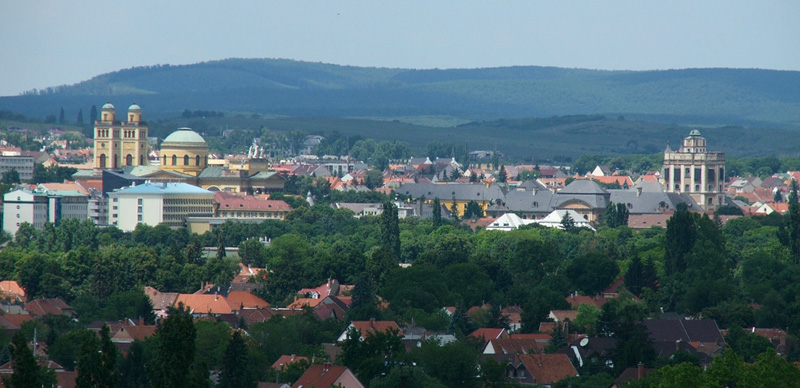
Eger

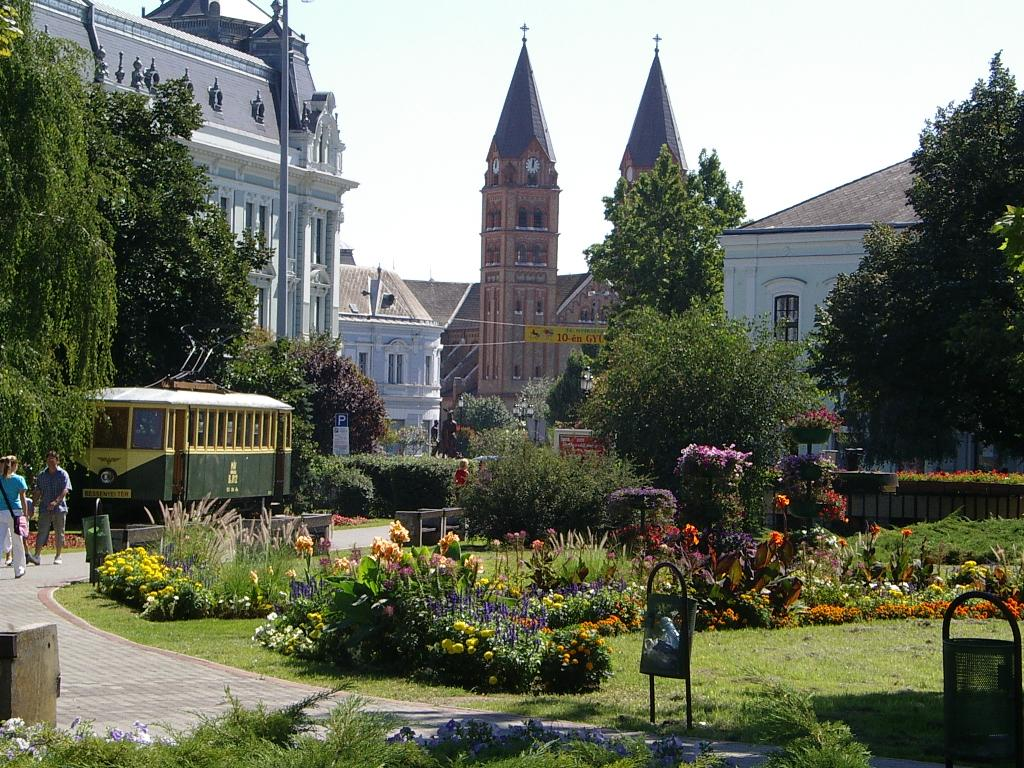
Nyíregyháza

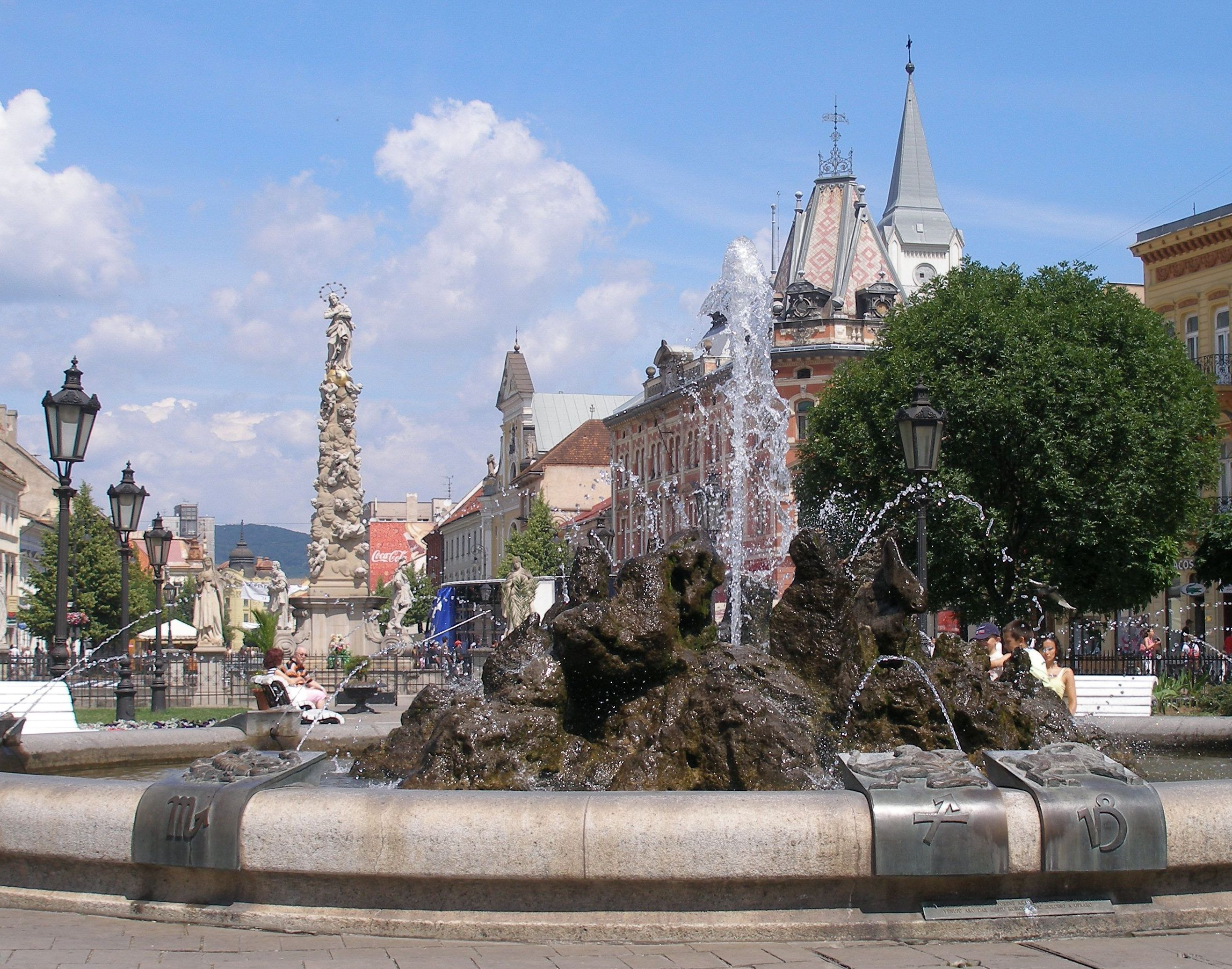
Košice,Eslovaquia

La ciudad extranjera más cercana es Košice, Eslovaquia (86 km).

## Ciudades hermanas
- Mýtne Ludany, Eslovaquia (2011)

## Algunos datos
- Nacidos vivo (1000 habitantes) : 13,1 (2010)
- La mortalidad (1000 habitantes) : 14,4 (2010)
- Impuesto sobre la renta personal : 80,000 HUF (2010)
- Casas: 782 (2011)

## Lugares de interés
- Kossuth, Centro de la Comunidad

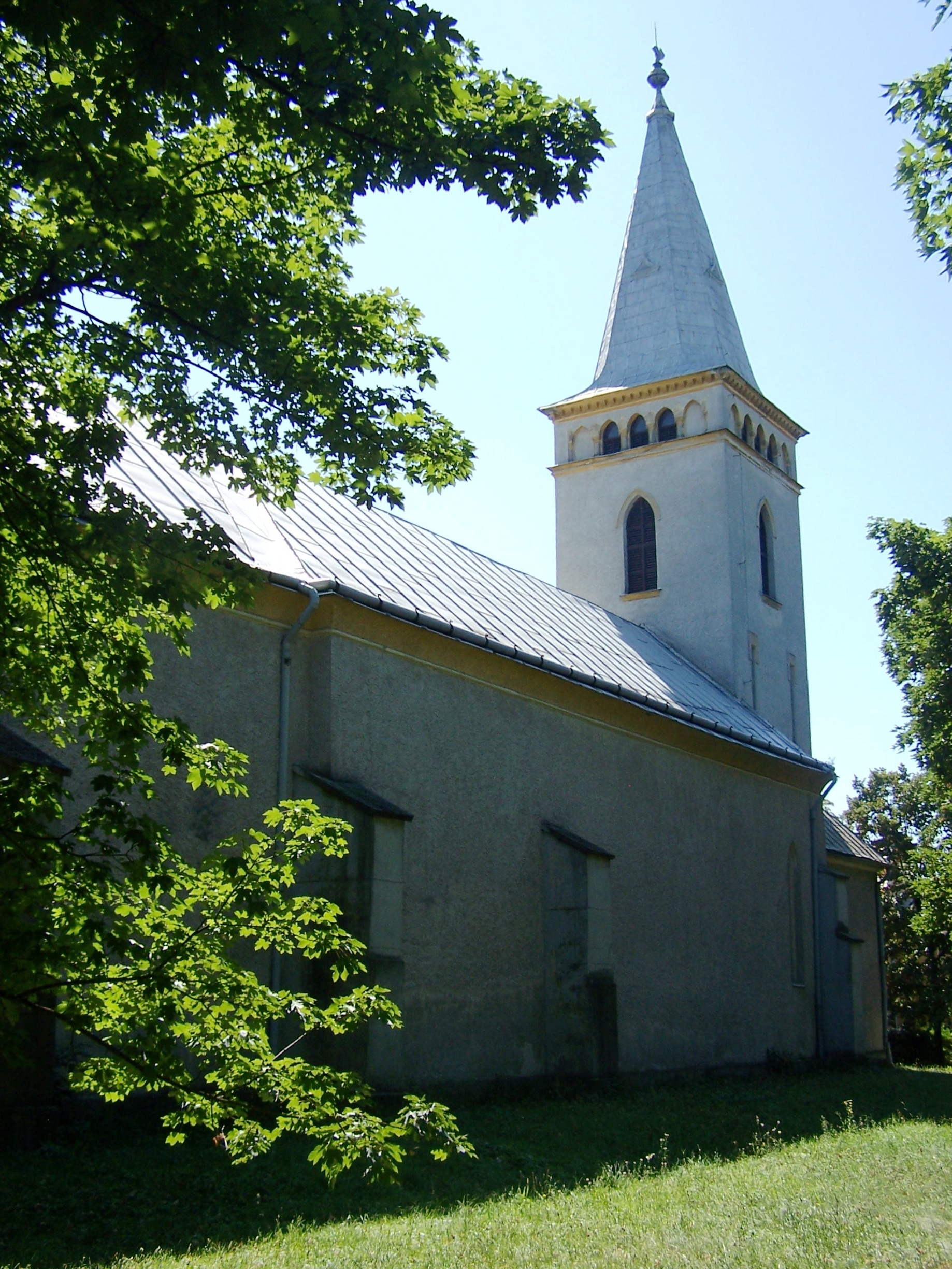
Iglesia Reformada.

- 1956 Monumento en la Plaza Kossuth
- Iglesia Católica.
- Iglesia Católica Griega
- Iglesia Reformada